# Henryk Białkowski
Henryk Białkowski (ur. 1 czerwca 1927 w Służewie, zm. 8 czerwca 1992 w Bydgoszczy) – polski lekkoatleta, sprinter.
Zajął 4. miejsce w biegu na 200 metrów na Akademickich Mistrzostwach Świata (UIE) w 1947 w Pradze.
Był mistrzem Polski w sztafecie 4 × 100 metrów w 1946 i 1947 oraz w sztafecie szwedzkiej i sztafecie olimpijskiej w 1947, a także brązowym medalistą w biegu na 200 metrów w 1947.
Rekordy życiowe:
| Konkurencja        | Data i miejsce          | Wynik |
| ------------------ | ----------------------- | ----- |
| bieg na 100 metrów | 17 lipca 1947, Warszawa | 10,9  |
| bieg na 200 metrów | 8 sierpnia 1947, Praga  | 22,6  |

Był zawodnikiem klubów bydgoskich: HKS i Gwardii.